# الأنظمة الكهروضوئية على الأسطح
محطات توليد الطاقة الشمسية على أسطح المنازل أو الأنظمة الكهروضوئية على الأسطح هي عبارة عن خلايا شمسية توضع على أسطح المنازل أو المباني التجارية أو الهياكل الحكومية. يتكون النظام من خلايا شمسية (أحادية التبلر، متعددة التبلر، خلايا رفيعه)، أجهزة مراقبة، كابلات، إنفرتر، كونفرتر، بطاريات، وغيرها من الملحقات الكهربائية.
يعتبر أنظمة الأسطح صغيرة السعة مقارنة بمحطات توليد الطاقة الكهربائية الضوئية فنادرا ما تتجاوز سعة أنظمة الأسطح حاجز 500 كيلو وات، بخلاف المزارع الشمسية التي تقاس سعتها بالميجاوات.
تتراوح سعة أنظمة الأسطح المنزلية من 5 إلى 20 كيلو وات، بينما تصل سعة الأنظمة المثبته على المباني التجارية إلى 100 كيلو وات أو أكثر.

## التثببت

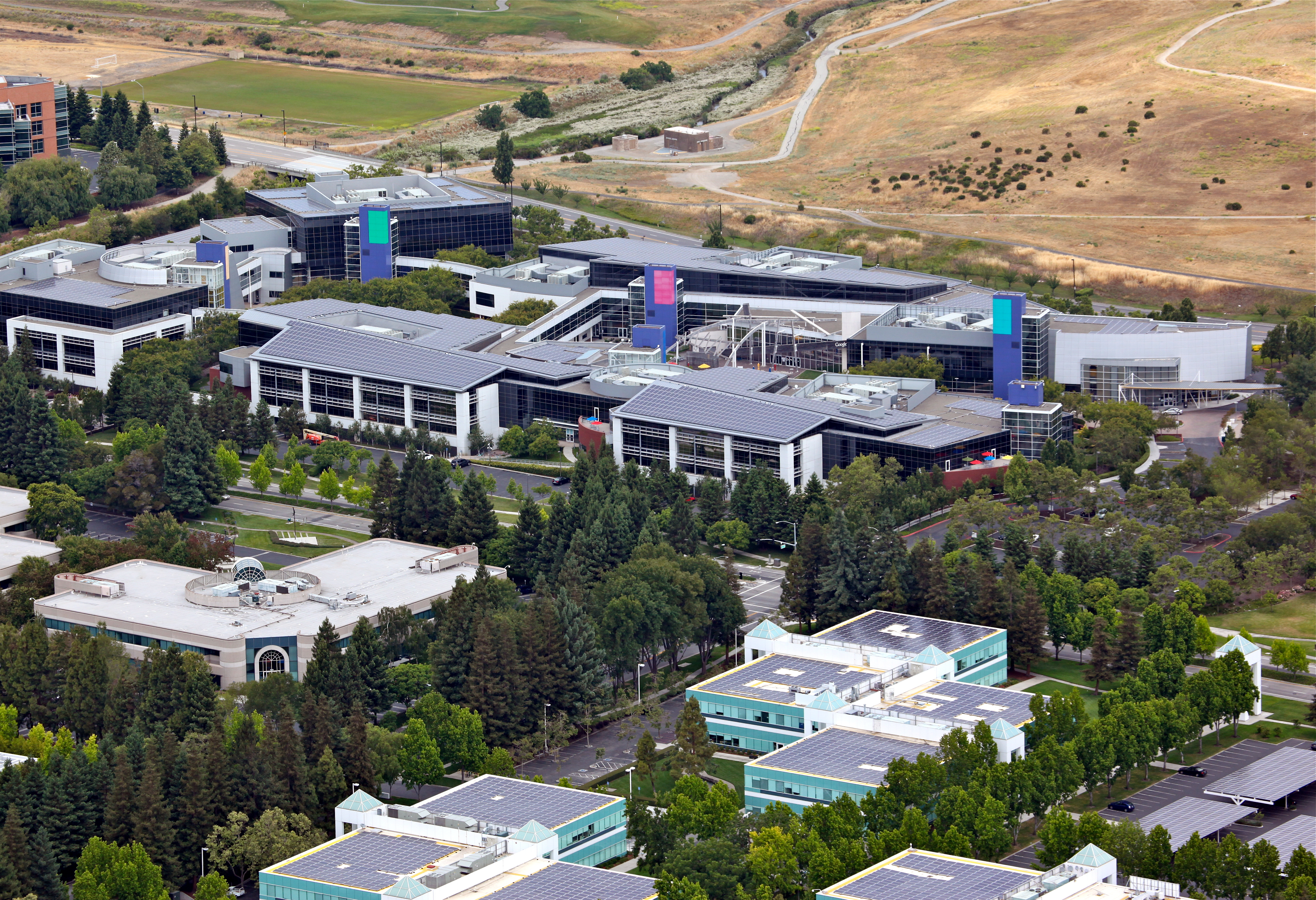
نظام طاقة شمسية أعلى مقر جوجل بليكس، كاليفورنيا

توفر البيئة الحضرية المساحات الكافية على الأسطح لبناء الأنظمة. توجد العديد من العوامل البيئية التي تؤثر على توليد الكهرباء. منها:
- أي فصل من فصول السنة
- خط الطول
- أحوال الطقس
- زاوية ميل السطح
- جوانب السطح
- هل توجد ظلال على السطح من مباني أو نباتات[3]

توجد العديد من الطرق لحساب الطاقة الشمسية المتولدة مثل طريقة ليدار، وطريقة الأشعة المتعامدة. وحديثا تم تطوير طرق لحساب خسائر وجود الظل على الخلايا للحد منها وتوفير التوليد الأمثل.

## الأنظمة المركبة

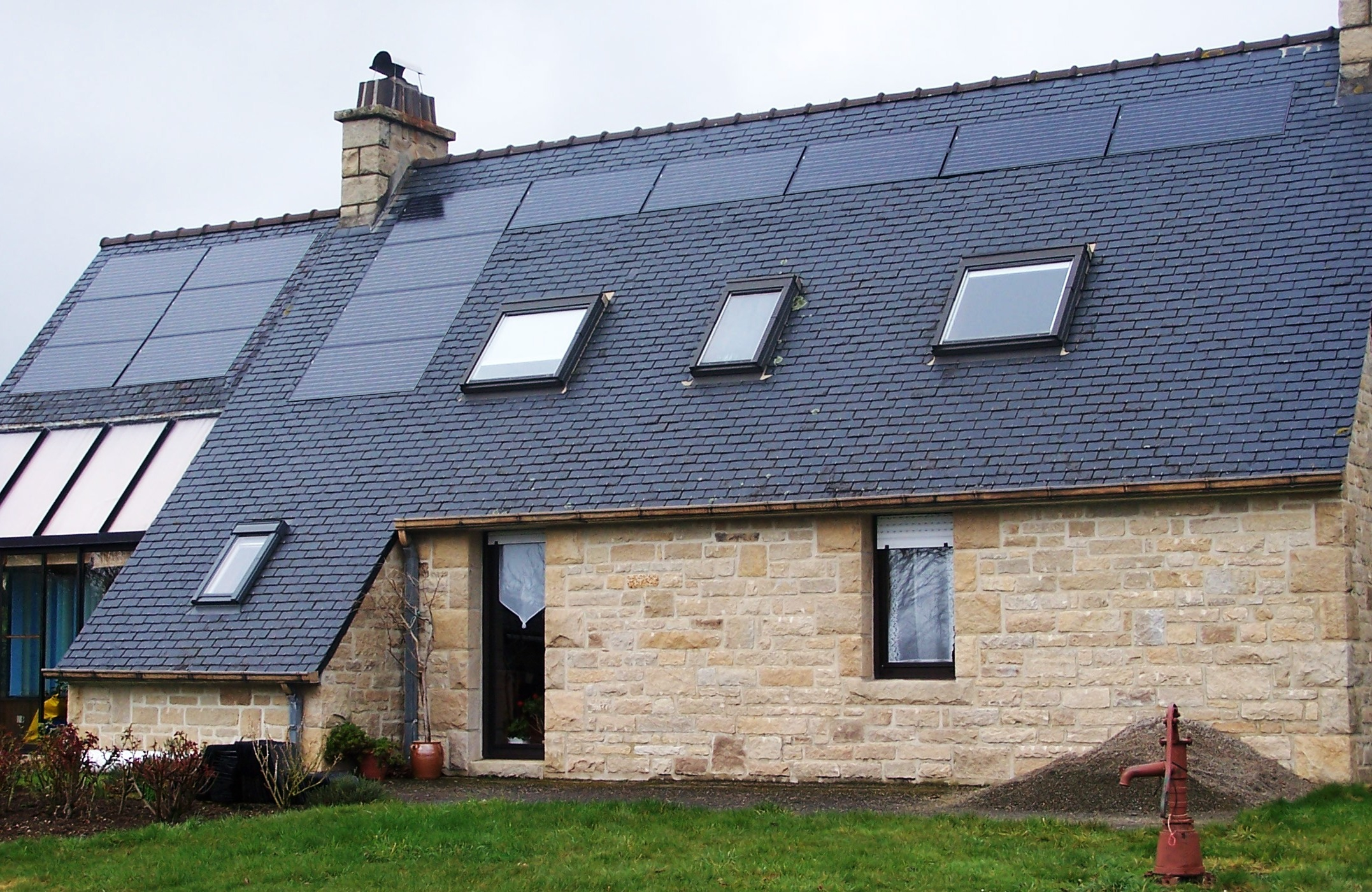
نظام مركب للطاقة الشمسية على أسطح أحد المنازل.

يمكن ربط أنظمة الطاقة الشمسية سواء المتصلة بالشبكة أو غير المتصلة بمصادر أخرى من الطاقة لتوفير الطاقة طوال اليوم أو للعمل كبديل في حالة وجود عطل بمولدات أو زيادة الأحمال. ليكون النظام أكثر اعتمادية واستمرارية.

## المميزات
يستطيع المنتج بيع فائض الكهرباء للشبكة بتعريفة خاصة مقابل كل كيلو وات ساعة، غير التعويضات عن التكاليف الإضافية التي تتجدد باستمرار.

## العيوب
من أشهر عيوب الأنظمة الكهروضوئية على الأسطح أنها:
- تتطلب مساحة كبيرة
- ارتفاع تكلفة الإنشاء
- حاجتها للصيانة الدورية والتأكد من عدم تعرض الخلايا للظل. فعند تعرض جزء من الخلايا للظل يتحول الجزء المظلل إلى حمل يستهلك الطاقة المولدة وهو ما يطلق عليه أن الخلية تأكل نفسها.

## التحديات التقنية
هناك العديد من التحديات التقنية أثناء عملية ربط النظام بالشبكة الكهربائية فعلى سبيل المثال:
- عكس تدفق الطاقة:لم يتم تصميم شبكة الطاقة الكهربائية لتسمح بمرور التيار في إتجاهين مختلفين، فتم التصميم لينتقل التيار من المصدر إلى الحمل لا العكس. فعند توليد الكهرباء يتم رفع الجهد بواسطة محولات إما إلى 110 كيلو فولت أو 220 كيلو فولت أو 500 كيلو فولت بهدف تقليل قيمة التيار وبالتالي تقل الطاقة المفقودة في الأسلاك وعند وصولها للحمل يتم خفض الجهد مرة أخرى ليصل إلى 220 فولت للمنازل أو 380 للمصانع. لذلك تعتبر عملية عكس تدفق الطاقة لتنتقل من المستهلك إلى الشبكة هي التحدي الأول الذي يواجه المستثمرين.

- معدل التوليد:يتفاوت معدل توليد الطاقة الشمسية من نظام إلى آخر على حسب الموقع، الظروف المناخية كالغيوم والأتربة والبيئة المحيطة بالنظام وعدد ساعات تواجد الشمس، معدل الإشعاع الشمسي. بل يتفاوت معدل توليد النظام الواحد من يوم إلى آخر نتيجة اختلاف الطقس اليومي. لذلك لا يمكن الاعتماد على الطاقة الشمسية كمصدر أساسي ووحيد لتلبية أي حمل.

كما يؤدي اختلاف معدل التوليد إلى فجوة بين الإنتاج والطلب مسببا بذلك تغير في تردد الشبكة مما قد يؤدي إلى إنقطاع التيار الكهربي.

## التكلفة
| البلد                                 | السعر دولار/وات ($/W) |
| ------------------------------------- | --------------------- |
| أستراليا                              | 1.8                   |
| الصين                                 | 1.5                   |
| فرنسا                                 | 4.1                   |
| ألمانيا                               | 2.4                   |
| إيطاليا                               | 2.8                   |
| اليابان                               | 4.2                   |
| المملكة المتحدة                       | 2.8                   |
| الولايات المتحدة الأمريكية            | 4.9                   |
| تسعيرة شراء الطاقة الشمسية من المنازل |                       |

| البلد                                          | السعر دولار/وات ($/W) |
| ---------------------------------------------- | --------------------- |
| أستراليا                                       | 1.7                   |
| الصين                                          | 1.4                   |
| فرنسا                                          | 2.7                   |
| ألمانيا                                        | 1.8                   |
| إيطاليا                                        | 1.9                   |
| اليابان                                        | 3.6                   |
| المملكة المتحدة                                | 2.4                   |
| الولايات المتحدة الأمريكية                     | 4.5                   |
| تسعيرة شراء الطاقة الشمسية من المباني التجارية |                       |

## التوقعات المستقبلية
تخطط محطة جواهر نهرو الهندية للطاقة الشمسية في الهند أن تصل سعة أنظمة الطاقة الشمسية على أسطح المنازل والهيئات إلى ما يقرب من 100 جيجاوات بحلول عام 2022.
| عام                            | 2015-16 | 2016-17 | 2017-18 | 2018-19 | 2019-20 | 2020-21 | 2021-22 | الكلي  |
| ------------------------------ | ------- | ------- | ------- | ------- | ------- | ------- | ------- | ------ |
| الأنظمة الكهروضوئية على الأسطح | 200     | 4,800   | 5,000   | 6,000   | 7,000   | 8,000   | 9,000   | 40,000 |
| المزارع الشمسية                | 1,800   | 7,200   | 10,000  | 10,000  | 10,000  | 9,500   | 8,500   | 57,000 |
| المجموع                        | 2,000   | 12,000  | 15,000  | 16,000  | 17,000  | 17,500  | 17,500  | 97,000 |

## وصلات خارجية
- مبدأ عمل نظام شمسي على سطح منزل
- حساب تكاليف تحويل منزل ليعمل بالكامل بالطاقة الشمسية
- ربط نظام شمسي على سطح منزل بالشبكة الكهربية
- أكبر الأنظمة الشمسية على الأسطح
- أكبر نظام شمسي على الأسطح في مدينة بيز بالهند